# Sayad Ganyzadeh
Sayad Ganyzadeh (en persa: سجاد گنج‌زاده‎) (Teherán, 4 de enero de 1992) es un luchador de kárate iraní que consiguió la medalla de oro en los Juegos Olímpicos de Tokio 2020 en la modalidad de kumite de más de 75 kg. Fue noqueado de una patada por su rival Tareg Hamedi, pero el jurado consideró que la patada fue excesiva y acabó descalificándolo, por lo que Sajjad se proclamó campeón olímpico.

## Palmarés olímpico
| Juegos Olímpicos | Juegos Olímpicos | Juegos Olímpicos | Juegos Olímpicos |
| Año              | Lugar            | Medalla          | Categoría        |
| ---------------- | ---------------- | ---------------- | ---------------- |
| 2020             | Tokio ( Japón)   | Medalla de oro   | +75kg            |